# Бриджес, Элиза
Эли́за Ребе́ка Бри́джес (англ. Elisa Rebeca Bridges; 24 мая 1973, Майами, Флорида, США — 7 февраля 2002, Лос-Анджелес, Калифорния, США) — американская фотомодель. Мисс декабрь 1994 года журнала Playboy.

## Биография
Элиза снималась для журнала Playboy в декабре 1994 года и в сентябре 1996 года.
Помимо карьеры фотомодели она также снималась в кино. Её дебют в качестве актрисы состоялся в 1996 году в фильме «Клетка для пташек». В 2001 году снялась в фильме «Скиппи».
28-летняя Бриджес была найдена мёртвой в своей постели 7 февраля 2002 года. Как выяснилось, она скончалась в результате передозировки героина.